# Schiffskran

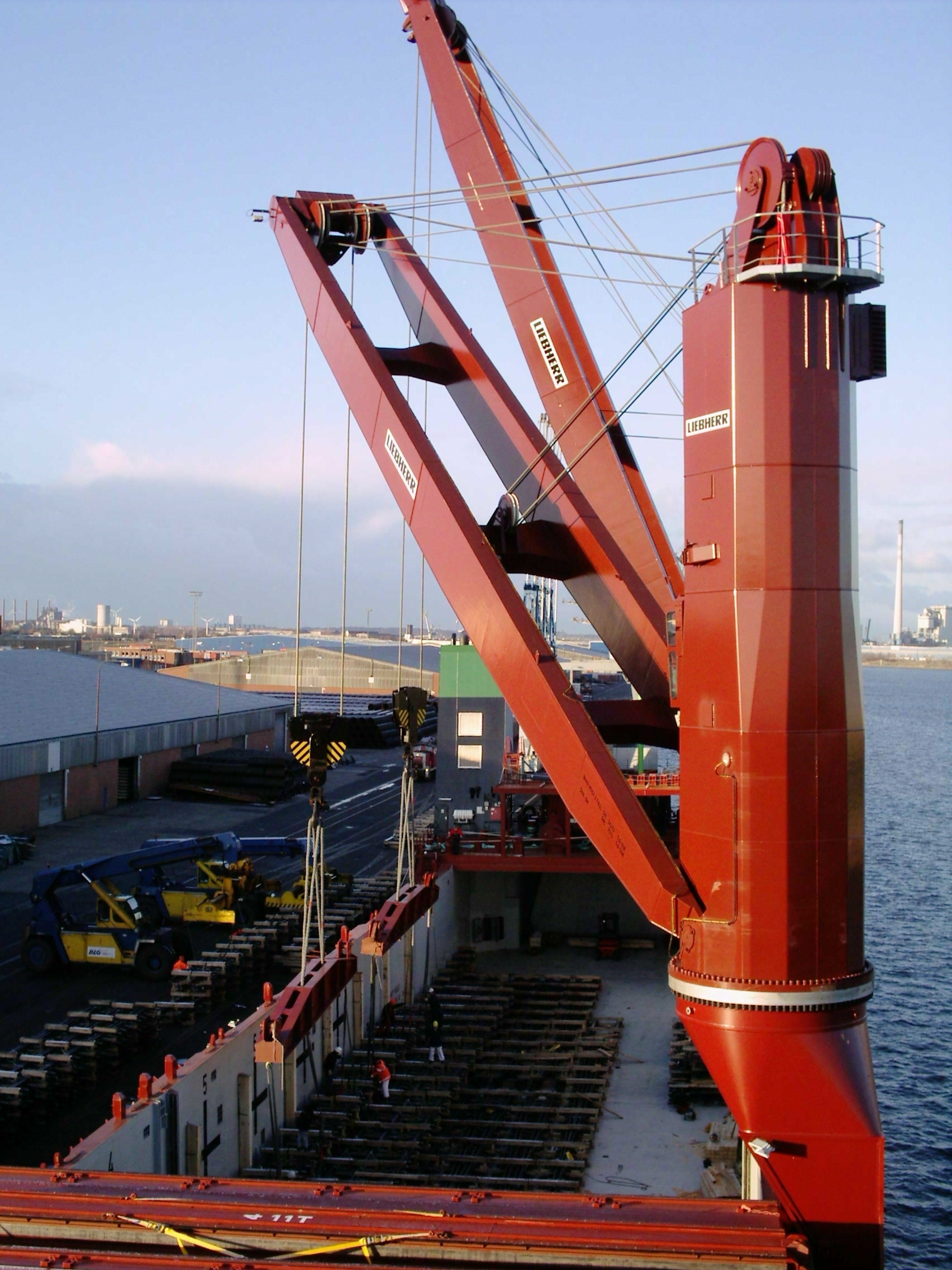
Schwergutkran mit 240 mt SWL

Ein Schiffskran ist ein schiffseigenes Ladegeschirr.

## Allgemeine Entwicklung
Schiffskrane haben ab den 1970er Jahren die Ladebäume allmählich abgelöst. Als in den ersten Jahren die Hebefähigkeit (SWL, engl. safe working load) noch bescheiden war (5–10 Tonnen), konnten sie nicht mehr heben als Ladebäume. Allerdings waren sie einfacher zu bedienen und auch das langwierige Lade- und Löschklarmachen wurde erheblich vereinfacht.
In den 1980er/1990er Jahren setzte bei den Schiffskranen ein Entwicklungsschub ein, der mit der Ablieferung von zwei auf der Sietas-Werft gebauten Schwergutschiffen Ende 2010 und Anfang 2011 für das Schiffahrtskontor Altes Land einen vorläufigen Höhepunkt erreichte. Diese Schiffe wurden mit zwei Kranen der Neuenfelder Maschinenfabrik mit einem SWL von jeweils 1000 mt ausgerüstet.

## Bauweise
Die meisten Krane sind Turmdrehkranzkrane. Sie bestehen aus dem Fundament, das den Drehkranz mit dem daraufgesetzten Turm trägt. Bei dieser Bauweise sind alle Maschinen, Winden etc. oberhalb des Drehkranzes im Turm eingebaut, so dass der Kran 360° ohne Begrenzung drehen kann. Es hat allerdings auch zur Folge, dass der Schwerpunkt dieser Krane recht hoch liegt. Dieses hat wiederum negative Auswirkungen auf die Stabilität des Schiffes.
Eine andere Bauweise, die aber nur bei Schwergutkranen angewandt wird, wird von dem niederländischen Unternehmen Huisman-Itrec praktiziert. Diese sogenannten Mastkrane bestehen aus einem feststehenden, massiven Mast, an dessen unterem Drittel ein Drehkranz außen um den Mast verläuft, woran der Ausleger befestigt ist. Die Maschinen und Winden sind unter dem Mast nahe der Wasserlinie eingebaut. Dieses hält den Schwerpunkt des Kranes niedrig. Es hat allerdings den Nachteil, dass durch die Seilführung an der Mastspitze diese Krane sich nicht unbegrenzt drehen können.
Die Schiffe mit Mastkranen können problemlos mit aufgetoppten Auslegern fahren, dieses ist bei Turmdrehkranzkranen nur eingeschränkt möglich.

## Schwergutkrane
Als Schwergutkrane werden meist Krane bezeichnet, die mehr als 80 Tonnen heben können. Sie sind wesentlich langsamer als kleinere Krane und werden deshalb oft mit einem Hilfshub ausgestattet, der es ihnen erlaubt, schneller leichtere Ladung umzuschlagen und eine Hilfe für die Besatzung beim Anschlagen von Hebegeschirr ist.

## Krane für Container- und Stückgutumschlag

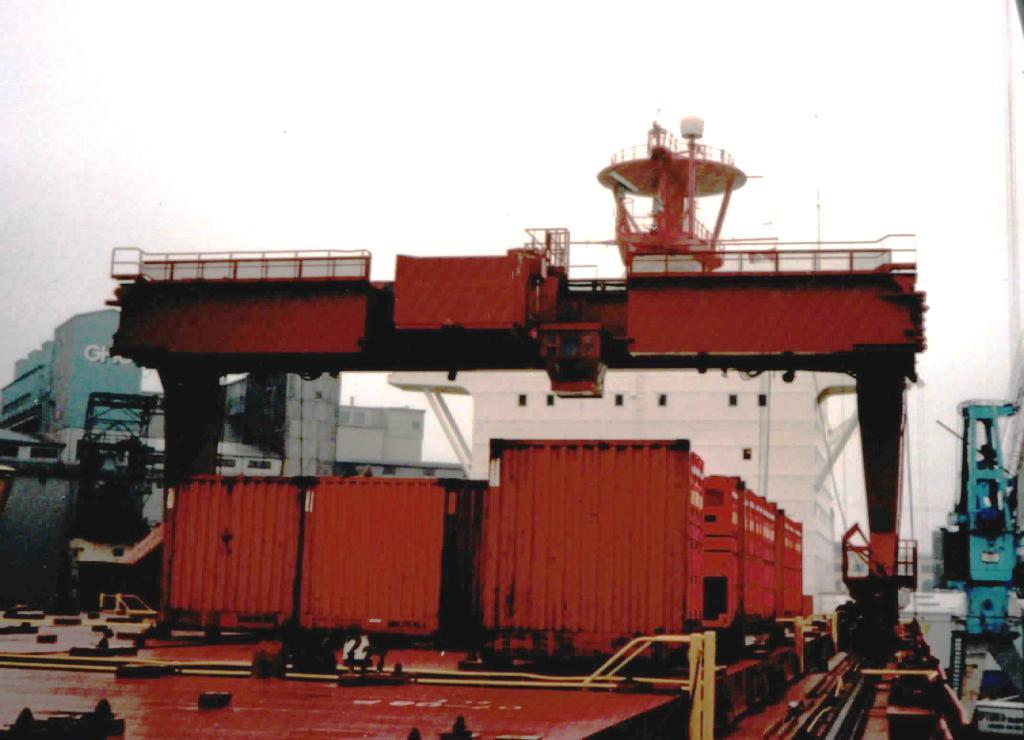
Portalkran auf einem Containerschiff

Krane für den Container- und Stück- bzw. Massengutumschlag verfügen in der Regel über ein SWL unter 80 Tonnen. Viele kleinere und mittlere Containerschiffe haben 45-Tonnen-Krane, die zum Umschlagen von Containern in Häfen genutzt werden, die nicht über die nötige Ausrüstung (Containerbrücken, Hafenmobilkrane etc.) für den Containerumschlag verfügen. Anfangs hatte man Containerschiffe in Fahrtgebieten mit geringer Infrastruktur auch mit an Deck verfahrbaren Portalkränen ausgestattet, da sich Container damit schneller umschlagen lassen.
Auf Massengutfrachtern sind meist kleinere, aber dafür mehrere Krane (für jede Luke einer) installiert, die meist etwa 30 Tonnen heben können.

## Hersteller
Die Neuenfelder Maschinenfabrik (TTS-NMF) baut Schiffskrane mit einer Hebefähigkeit von 5 bis 1000 Tonnen SWL und ist damit führend beim Bau von Schwergutkranen. Des Weiteren stellen noch Liebherr, MacGregor und andere Schiffkrane her. Huisman-Itrec und Liebherr bauen als einzige Hersteller Mastkrane.